# 安德魯·大衛·撒克里
安德魯·大衛·撒克里（Andrew David Thackeray、1910年6月19日—1978年2月21日）是一位在劍橋大學接受訓練的天文學家。他曾擔任雷德克里夫天文台台長23年。

## 生平
安德魯·大衛·撒克里就讀伊頓公學，為英國天文學協會觀察流星，之後繼續在劍橋大學國王學院學習數學。1937年，他獲得了劍橋大學太陽物理實驗室的理論恆星光譜學博士學位。
他於1934年至1936年在加州威爾遜山天文台工作。1937年至1948年，他擔任劍橋天文台太陽物理觀測站助理主任。他自1951年起擔任雷德克里夫天文台台長，直至1974年該台與好望角皇家天文台合併成南非天文台。
他成為開普敦大學的名譽教授，並在去世前幾天成為英國皇家天文學會的會員。

## 外部連結
- A. David Thackeray